# ジョン・コルトレーン
ジョン・コルトレーン（英語: John William Coltrane, 1926年9月23日 - 1967年7月17日）は、アメリカ合衆国ノースカロライナ州生まれのモダンジャズを代表するサックスプレーヤー。愛称はトレーン（Trane）。
無名時代が長く、第一線で活躍した期間は10年余りであったが、自己の音楽に満足せずに絶えず前進を続け、20世紀のジャズの巨人の中の1人となった。

## 人物
主にテナー・サックスを演奏したが、音楽キャリアの最初期にはアルト・サックス、1960年代よりソプラノ・サックス、最晩年にはフルートの演奏も行なっている。活動時期は、1950年代のハード・バップの黄金時代から1960年代のモード・ジャズの時代、さらにフリー・ジャズの時代にわたり、それぞれの時代に大きな足跡を残した。
1940年代にチャーリー・パーカーらが確立した4ビート・ビバップ・ジャズのアドリブ方法論を、現代的に再構築した功績は大きい。コルトレーンの構築したアドリブ方法論はロックなどにも通用するものであり、その影響はさまざまなジャンルの音楽家に及んでいる。
プロとしての活動期間は20年ほどであったが、アルバムに換算して200枚を超える多数の録音を残した。現在でも多くのジャズ愛好家たちに愛され、彼の残したレコードはその多くが現行盤として（一旦廃盤になっても再発売されて）、2024年現在でも流通し続けている。さらに、死後50年以上経過してなお未発表音源が発掘され、新譜として発表されている。

## 略歴

### 前期（1958年まで）

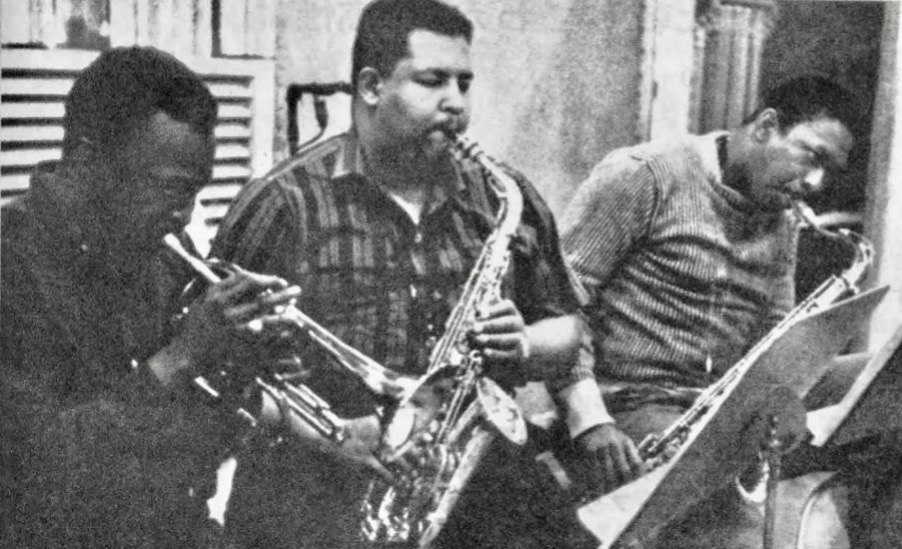
左からマイルス・デイヴィス、キャノンボール・アダレイ、ジョン・コルトレーン。アルバム『マイルストーンズ』（1958年）のレコーディング時の写真。

13歳でクラリネットを始める。後にアルト・サックスに転向し、1946年よりプロとして活動開始。1949年にディジー・ガレスピーのバンドに参加し、その後テナー・サックスに転向。ほとんど無名のままいくつかのバンドを転々とした。レコーディングの機会にも恵まれず、この時期のコルトレーンの録音はごくわずかしか残っていない。
1955年に、マイルス・デイヴィスのグループに入る。マイルスはすでにジャズの大スターであったため、マイルス・バンドに抜擢されたことで、その名前が知られるようになり、レコーディングの機会も増える。しかしこの時期のコルトレーンの演奏は決して評判の良いものではなかった。
1957年に、一旦マイルス・バンドを退団。その後はセロニアス・モンクのバンドに加入し、モンクから楽理の知識を授かると共に音楽的修業に一層打ち込む。また、同時期に麻薬中毒も克服。同年3月に、マイルス・バンド時代の同僚であったレッド・ガーランドの紹介でプレスティッジ・レコードと契約。5月には、初リーダー・アルバム『コルトレーン』の吹き込みを行っている。
同年7月に、ニューヨークのライブ・ハウス「ファイブ・スポット」にモンク・バンドの一員として出演。コルトレーンはこの月「神の啓示」を得たと語っている。「神の啓示」が本当に意味するところは本人にしか分からないが、これまでに録音されたコルトレーンの演奏はどこか不安定でぎこちなさが残っていたのに対し、この月以降の録音ではどれもが自信に満ちたものに変わっており、本人の内面に何らかの大きな精神的変化が訪れたものと考えられる。いずれにせよ、1957年7月は20世紀を代表する一人のジャズの巨人が誕生した月として記憶されるべき月となる。9月にはブルーノート・レコードにて初期の代表作『ブルー・トレイン』を吹き込んでいる。
1958年、モンクの元を離れ、マイルス・バンドに再加入。マイルスはこの時期、コルトレーンをソニー・ロリンズと並ぶ2大テナー奏者として高く評価した。また、音楽評論家のアイラ・ギトラーは、同年『ダウン・ビート』誌において、音を敷き詰めたようなコルトレーンの演奏スタイルを「シーツ・オブ・サウンド」と形容。以後、これは初期コルトレーンの奏法の代名詞となる。また、当時のコルトレーンのソロは長く、常にフォルテッシモで速いパッセージばかり吹き続けたため、彼の演奏はぶっきらぼうで怒っているように聞こえたことから、Angry Young Tenor Man（怒れる若きテナーマン）と揶揄されることもあった（「怒れる若者たち（Angry Young Men）」のもじり）。

### 中期（1959年から1961年）

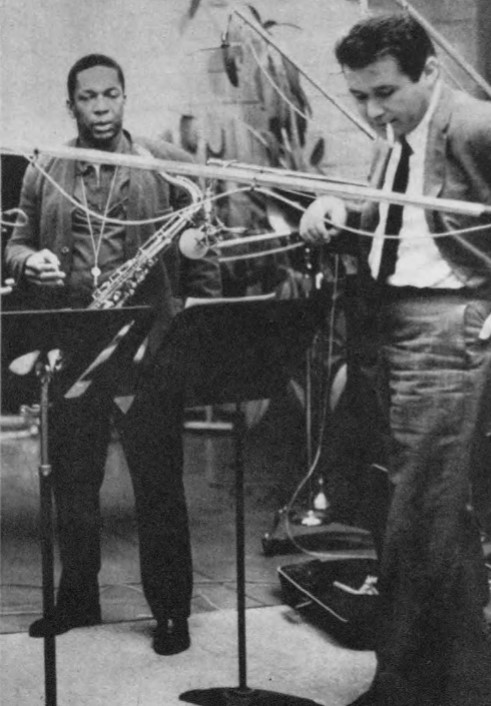
コルトレーンとインパルス!レコードのプロデューサーのボブ・シール

1959年、マイルスの『カインド・オブ・ブルー』収録に参加した。またアトランティック・レコードに移籍し、中期の代表作『ジャイアント・ステップス』を録音した。この頃から、単なるハード・バップのテナー奏者から脱却すべく、独自の音楽性を模索する試みが始まる。自作曲が増え、同じ曲でも異なるサイドメンを起用してテイクを重ねることなどを試行している。
1960年春、マイルス・バンドを脱退。マッコイ・タイナー、エルヴィン・ジョーンズらと自身のレギュラー・バンドを結成してツアーに出ている。10月には、自身のレギュラー・バンドで大規模なレコーディングを敢行した。このときのセッションからは『マイ・フェイヴァリット・シングス』、『プレイズ・ザ・ブルース』、『コルトレーンズ・サウンド（邦題：『夜は千の目を持つ』）』などのアルバムが生まれている。アルバム『マイ・フェイヴァリット・シングス』のタイトル曲は、コルトレーンの最初のヒット曲となり、ここでの「3拍子+マイナー・メロディ＋ソプラノ・サックス」という組み合わせは、以後コルトレーンの定型パターンとして繰り返し用いられている。またソプラノ・サックスは、コルトレーンに採り上げられたことを契機に、楽器としての魅力が広く認知され、以来ジャズ・フュージョン系のサックス奏者達の"必修科目"として盛んに用いられるようになる。
1961年、アトランティックを離れ、インパルス!レコードに移籍。3月にはマイルスのアルバム『サムデイ・マイ・プリンス・ウィル・カム（邦題：『いつか王子様が』）』の録音にゲスト参加。その後、新進気鋭のリード奏者エリック・ドルフィーを演奏者兼、編曲者として自己のバンドに加え、大規模なブラス・セクションによるセッションを行う。ここからは、インパルス!における初のアルバムとして『アフリカ・ブラス』『アフリカ・ブラス・セッション vol. 2』が生まれた。その直後、再びアトランティックにアルバム『オーレ!コルトレーン』を録音。
同年秋には、ニューヨークのライブ・ハウス「ヴィレッジ・ヴァンガード」にほぼ連日出演するほか、ヨーロッパツアーにも出かけた。これらの演奏の様子は、後年『ライヴ・アット・ザ・ヴィレッジ・ヴァンガード』を初めとするライブ・アルバムで聴くことができる。

### 後期（1962年から1964年）
1962年、エリック・ドルフィーが退団。以後、コルトレーンはマッコイ・タイナー、ジミー・ギャリソン（ベース）、エルヴィン・ジョーンズというほぼ固定されたメンバーによるカルテットと、バンド全体が一体となって演奏を繰り広げるグループ表現を確立。コンサートでは1曲の演奏時間が30分から1時間に及ぶことも多かった。
このように、コルトレーンは激烈なライブ演奏を繰り広げる一方、スタジオ・レコーディングではインパルス!レコードの看板アーティストとしてレコードの売り上げにも配慮し、デューク・エリントンとの共演（『デューク・エリントン&ジョン・コルトレーン』、1962年録音）、スロー・バラードを取り上げた『バラード』（1962年録音）、ジャズ・ボーカルをメインに据えた『ジョン・コルトレーン&ジョニー・ハートマン』（1963年録音）などのアルバム製作にも取り組んだ。
1964年、夭折したドルフィーの両親から遺品のバス・クラリネットとフルートを譲り受ける。年末には『至上の愛』を録音。1965年に入ると、コルトレーンのモード・ジャズは極限にまで達し、調性にとらわれず、あらゆるスケールを縦横無尽に扱う「無調性音楽」の色彩が濃くなっていく。

### フリー・ジャズ期（1965年から1967年）

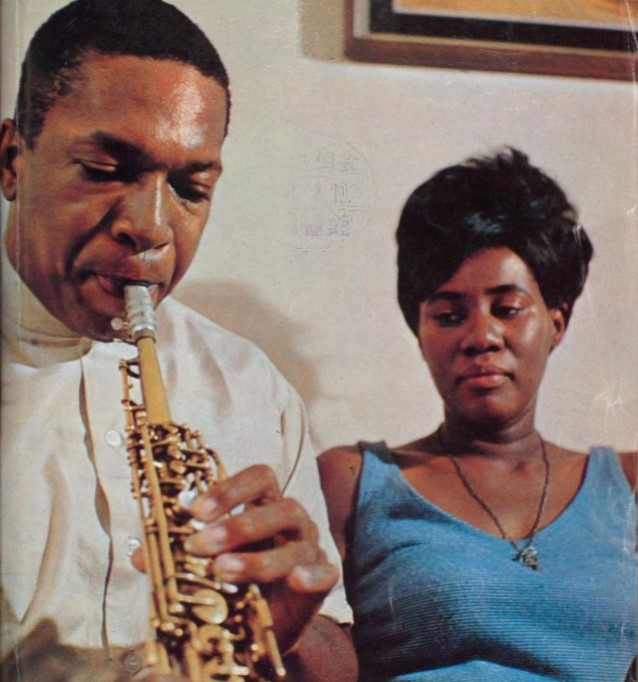
ジョン・コルトレーンとアリス・コルトレーン（1966年）

1965年6月、コルトレーンはアルバム『アセンション』を発表し、初めてフリー・ジャズに取り組む。コルトレーンはこの時期、マイルスと並んでジャズの指導者的立場にいたが、そのような人物がフリー・ジャズを支持したことは、それまでフリー・ジャズの音楽的意義を理解せず、価値を認めようとしなかった保守的ジャズ・ファンに大きな衝撃を与えた。同時期にコルトレーンはバンドにテナー・サックス奏者の ファラオ・サンダースを加入させ、静のコルトレーンに対して動のサンダースという構図を作り出した。なお、コルトレーンのフリー・ジャズは、激烈さの中に静謐さが同居するもので、瞑想的と表現されることが多い。
1965年頃までのコルトレーンは、サックスを吹く際にほとんどヴィブラート奏法を用いなかったが、晩年になると強烈なヴイブラートをかける奏法に変化していく。
同年12月にマッコイ・タイナー（Pf）がバンドを離れ、アリス・マクレオド（アリス・コルトレーン、1965年にジョンと結婚）が加入。1966年3月にはエルヴィン・ジョーンズも退団し、ラシッド・アリをドラマーとして加入させる。
1966年7月に来日。9都市を廻る大がかりな公演を行う。記者会見で「10年後のあなたはどんな人間でありたいと思いますか?」という質問に対し、コルトレーンは「私は聖者になりたい」と答えたというエピソードがある。
また、同じ会見にて「最も尊敬する音楽家は?」という問いに対し、オーネット・コールマンの名前を挙げたといわれる。
1967年5月7日、ボルチモアで最後のコンサートを行う。7月17日、肝臓癌で亡くなる。

## 私生活

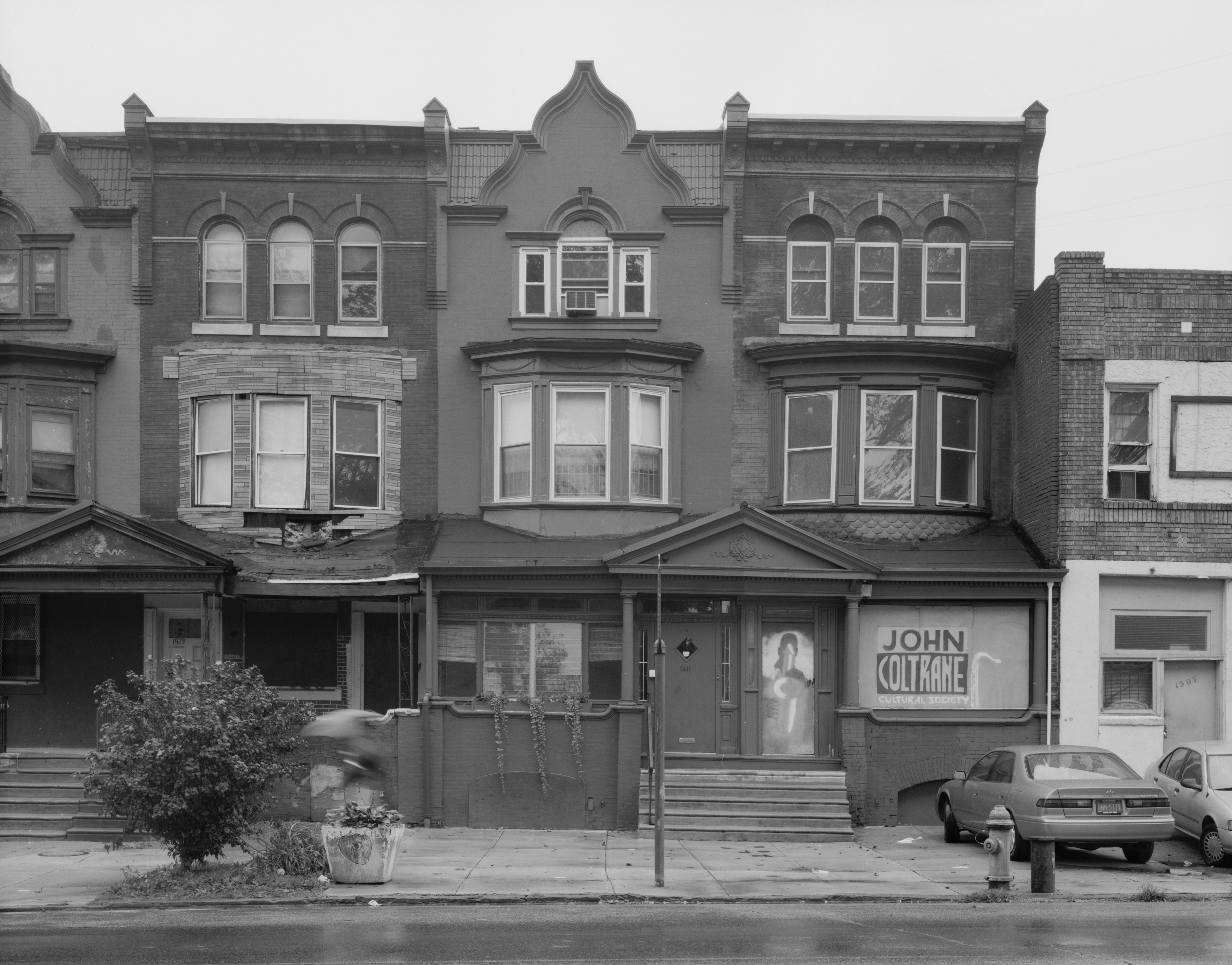
コルトレーンが住んでいた家

- ピアニストのアリス・コルトレーンを妻に、サックス奏者のラヴィ・コルトレーン（英語版）を次男に、サックス・クラリネット奏者のオラン・コルトレーンを三男に持つ。また、エレクトロニカで知られる、フライング・ロータスことスティーヴン・エリソンは彼の甥である。
- 甘党で虫歯だらけだったが、歯医者嫌いだったという。
- ペンシルベニア州フィラデルフィアには、1958年までコルトレーンが住んでいた家が史跡として保存されている。

## ディスコグラフィ
1957年
- 『コルトレーン』 - Coltrane（1957年5月録音）(Prestige) 1957年
- レッド・ガーランド・トリオと共同名義, 『ジョン・コルトレーン・ウィズ・レッド・ガーランド・トリオ』 - John Coltrane with the Red Garland Trio（1957年8月録音）(Prestige) 1958年
- 『ブルー・トレイン』 - Blue Train（1957年9月録音）(Blue Note) 1957年
- セロニアス・モンク・クインテットとの共同名義, 『ライヴ・アット・カーネギー・ホール』 - Thelonious Monk Quartet with John Coltrane at Carnegie Hall（1957年11月録音）(Blue Note) 2005年

1958年
- 『ソウルトレーン』 - Soultrane（1958年2月録音）(Prestige) 1958年
- ウィルバー・ハーデン（英語版）の『メイン・ストリーム1958』 - Mainstream 1958（1958年3月録音）を共同名義で再発, Countdown (Savoy) 1976年
- ウィルバー・ハーデンと共同名義, 『タンガニカ・ストラット』 - Tanganyika Strut（1958年5月、6月録音）(Savoy) 1958年
- ウィルバー・ハーデンと共同名義, 『ジャズ・ウェイ・アウト』 - Jazz Way Out（1958年6月録音）(Savoy) 1958年

1959年
- ミルト・ジャクソンと共同名義, 『バグス・アンド・トレーン』 - Bags & Trane（1959年1月録音）(Atlantic) 1961年
- 『ジャイアント・ステップス』 - Giant Steps（1959年4月～12月録音）(Atlantic) 1960年

1960年
- ドン・チェリーと共同名義, 『アヴァンギャルド』 - The Avant-Garde（1960年6月、7月録音）(Atlantic) 1966年
- 『コルトレーン・ジャズ』 - Coltrane Jazz（1959年3月、11月、12月、1960年10月録音）(Atlantic) 1961年
- 『マイ・フェイヴァリット・シングス』 - My Favorite Things（1960年10月録音）(Atlantic) 1961年
- 『コルトレーン・サウンド（夜は千の目を持つ）』 - Coltrane's Sound（1960年10月録音）(Atlantic) 1964年
- 『ジョン・コルトレーン・プレイズ・ザ・ブルース』 - Coltrane Plays the Blues（1960年10月録音）(Atlantic) 1962年

1961年
- 『オーレ!コルトレーン』 - Olé Coltrane（1961年5月録音）(Atlantic) 1961年
- 『アフリカ・ブラス』 - Africa Brass（1961年5月、7月録音）(Impulse!) 1961年。
のち『ファースト・セッション・フォー・インパルス・プラス（コンプリート・アフリカ・ブラス）』(MCA) 1991年 - The Complete Africa/Brass Sessions (Impulse!) 1995年。
- 『ヴィレッジ・ゲイトの夜』 - Evening at the Village Gate（1961年8月録音）(Impulse!) 2023年。（ニューヨーク「ヴィレッジ・ゲイト」におけるライヴ）
- 『ライヴ・アット・ザ・ヴィレッジ・ヴァンガード』 - "Live" at the Village Vanguard（1961年11月録音）(Impulse!) 1962年。（「ヴィレッジ・ヴァンガード」におけるライヴ）
  - 『ヴィレッジ・ヴァンガードのコルトレーンとドルフィー』 - The Other Village Vanguard Tapes（1961年11月録音）(Impulse!) 1970年。
  - 『コンプリート1961ヴィレッジ・ヴァンガード・レコーディングス』 - The Complete 1961 Village Vanguard Recordings (Impulse!) 1997年。（CD 4枚組）

1962年
- 『コルトレーン』 - Coltrane（1962年4月、6月録音）(Impulse!) 1962年。
のち『コルトレーン（デラックス・エディション）』 - Coltrane (Deluxe Edition) (Impulse!) 2002年。 （CD 2枚組）
- デューク・エリントンと共同名義, 『デューク・エリントン&ジョン・コルトレーン』 - Duke Ellington & John Coltrane（1962年9月録音）(Impulse!) 1964年
- 『バラード』 - Ballads（1961年、1962年9月、11月録音）(Impulse!) 1963年。
のち『バラード（デラックス・エディション）』 - Ballads Deluxe Edition (Impulse!) 2002年。（CD 2枚組）
- 『バイ・バイ・ブラックバード』 - Bye Bye Blackbird （1962年11月19日録音）(Pablo) 1981年

1963年
- 『ザ・ロスト・アルバム』 - Both Directions at Once: The Lost Album（1963年3月録音）(Impulse!) 2018年
- ジョニー・ハートマンと共同名義, 『ジョン・コルトレーン&ジョニー・ハートマン』 - John Coltrane & Johnny Hartman（1963年3月録音）(Impulse!) 1963年
- 『インプレッションズ』 - Impressions（1961年11月、1963年4月録音）(Impulse!) 1963年（「ヴィレッジ・ヴァンガード」におけるライヴを含む）
- Live at the Showboat（1963年7月録音）(RLR) 2006年（フィラデルフィア「ショウボート（The Showboat）」におけるライヴ。CD 2枚組。）
- 『ザ・ヨーロピアン・ツアー』 - The European Tour（1963年10月録音）(Pablo) 1980年
- 『パリ・コンサート』 - The Paris Concert（1962年11月、1963年11月録音）(Pablo) 1979年
- Afro Blue Impressions（1963年10月、11月録音）(Pablo) 1977年。
のち改題・再発『マイ・フェイヴァリット・シングス～ライヴ・イン・ヨーロッパ 1963』 - Afro Blue Impressions (Remastered & Expanded) 2013年。（第56回グラミー賞最優秀アルバム・ノーツ受賞）
- 『ライヴ・アット・バードランド』 - Live at Birdland（1963年3月、10月、11月録音）(Impulse!) 1964年（1963年10月のライヴとスタジオ録音）

1964年
- 『クレッセント』 - Crescent（1964年4月、6月録音）(Impulse!) 1964年
- 『ブルー・ワールド』 - Blue World（1964年6月録音）(Impulse!) 2019年
- 『至上の愛』 - A Love Supreme（1964年12月録音）(Impulse!) 1965年。
のち『至上の愛（デラックス・エディション）』 - A Love Supreme Deluxe Edition（1965年7月録音を追加）2002年。（CD 2枚組）
のち『至上の愛：コンプリート・マスターズ』 - A Love Supreme: The Complete Masters (Impulse!) 2015年。（CD 3枚組）

1965年
- 『ワン・ダウン、ワン・アップ：ライヴ・アット・ザ・ハーフ・ノート』 - Live at the Half Note: One Down, One Up（1965年3月、5月7日録音）(Impulse!) 2005年（ライヴ。CD 2枚組。）
- 『ジョン・コルトレーン・カルテット・プレイズ』 - The John Coltrane Quartet Plays Chim Chim Cheree, Song of Praise, Nature Boy, Brazilia（1965年2月、5月17日録音）(Impulse!) 1965年
- 『ディア・オールド・ストックホルム』 - Dear Old Stockholm（1963年4月、1965年5月26日録音）(Impulse!) 1993年（ロイ・ヘインズ参加曲コンピレーション）
- 『トランジション』 - Transition（1965年5月26日、6月10日録音）(Impulse!) 1970年
- 『リヴィング・スペース』 - Living Space（1965年6月10日、16日録音）(Impulse!) 1998年
- 『神の園』→（改題）『アセンション』 - Ascension（1965年6月28日録音）(Impulse!) 1966年
- アーチー・シェップと共同名義, 『ニュー・シング・アット・ニューポート』 - New Thing at Newport（1965年7月2日録音）(Impulse!) 1965年（「ニューポート・ジャズ・フェスティバル」におけるライヴ）
- 『マイ・フェイヴァリット・シングス：コルトレーン・アット・ニューポート』 - my favorite things: COLTRANE at newport（1963年7月、1965年7月2日録音）(Impulse!) 2007年、（「ニューポート・ジャズ・フェスティバル」におけるライヴ）
- 『サン・シップ』 - Sun Ship（1965年8月録音）(Impulse!) 1971年
- 『ファースト・メディテーション』 - First Meditation（1965年9月2日録音）(Impulse!) 1977年
- 『ライヴ・イン・シアトル』 - Live in Seattle（1965年9月30日録音）(Impulse!) 1971年（シアトル「ペントハウス」におけるライヴ。CD 2枚組。）
- 『オム』 - Om（1965年10月1日録音）(Impulse!) 1968年
- 『至上の愛～ライヴ・イン・シアトル』- A Love Supreme: Live in Seattle（1965年10月2日録音）(Impulse!) 2021年（シアトル「ペントハウス」におけるライブ）。
- 『セルフレスネス・フィーチャリング・マイ・フェイヴァリット・シングス』 - Selflessness: Featuring My Favorite Things（1963年7月、1965年10月14日録音）1969年、（「ニューポート・ジャズ・フェスティバル」におけるライヴとスタジオ録音）。のち廃盤。
- 『クル・セ・ママ』 - Kulu Sé Mama（1965年6月、10月14日録音）(Impulse!) 1966年
- 『メディテーション』 - Meditation（1965年11月録音）(Impulse!) 1966年

1966年
- 『ライヴ・アット・ザ・ヴィレッジ・ヴァンガード・アゲイン』 - Live at the Village Vanguard Again!（1966年5月録音）(Impulse!) 1966年（「ヴィレッジ・ヴァンガード」におけるライヴ）
- 『ライヴ・イン・ジャパン』 - Live in Japan（1966年7月録音）(Impulse!) 1991年。（新宿「東京厚生年金ホール」、大手町「サンケイホール」におけるライヴ）
のち『ライブ・イン・ジャパン（完全版）』 - Live in Japan Deluxe Edition (Universal/Impulse!) 2011年。（CD 5枚組）
- Offering: Live at Temple University（1966年11月録音）(Resonance/Impulse!) 2014年（テンプル大学におけるライヴ。ラジオ放送（WRTI）用の録音。CD 2枚組。アシュリー・カーン（英語版）によるノーツが第57回グラミー賞において最優秀アルバム・ノーツを受賞。）

1967年
- 『ステラ・リージョンズ』 - Stellar Regions（1967年2月15日録音）(Impulse!) 1995年
- 『惑星空間』→（改題）『インターステラー・スペース』 - Interstellar Space（1967年2月22日録音）(Impulse!) 1974年
- 『エクスプレッション』 - Expression（1967年2月15日、3月録音）(Impulse!) 1967年
- 『オラトゥンジ・コンサート：ザ・ラスト・ライヴ・レコーディング』 - The Olatunji Concert: The Last Live Recording（1967年4月録音）(Impulse!) 2001年（ライヴ）

没後
- アリス・コルトレーンと共同名義, 『コズミック・ミュージック』 - Cosmic Music（1966年2月、1968年1月録音）(Impulse!) 1968年
- 『インフィニティ』 - Infinity (Impulse!) 1972年（リミックス）